# هنري أندرسون (لاعب كرة قدم أمريكية)
هنري أندرسون (بالإنجليزية: Henry Anderson)‏ هو لاعب كرة قدم أمريكية أمريكي، ولد في 10 ديسمبر 1992 في أتلانتا في الولايات المتحدة.

## وصلات خارجية
- هنري أندرسون على موقع مرجع كرة القدم المحترفة.كوم (الإنجليزية)